# District historique de Grand Loop Road
Le district historique de Grand Loop Road (en anglais : Grand Loop Road Historic District) est un district historique américain situé dans les comtés de Park et Teton, dans le Wyoming. Inscrit au Registre national des lieux historiques depuis le 23 décembre 2003, il est constitué d'une route (la Grand Loop Road) et de neuf ponts la supportant.